# Pandemia de COVID-19 en Islas Marianas del Norte
El primer caso de la pandemia de COVID-19 en las Islas Marianas del Norte, inició el 28 de marzo de 2020. Hay 312 casos confirmados, 12 recuperados y 3 fallecidos.

## Cronología

### Marzo
El 28 de marzo, las islas confirmaron sus dos primeros casos de COVID-19.
La primera muerte por la enfermedad en el CNMI ocurrió el 30 de marzo en Kanoa Resort.

### Abril
Se informó una segunda muerte el 7 de abril en la Commonwealth Health Care Corporation (CHCC).
El 13 de abril, el CNMI recibió 20,000 kits de prueba de Corea del Sur; Se espera que este envío sea el primero de tres, llegando a un total de 60,000.

## Prevención del gobierno
Los vuelos desde China y Hong Kong fueron cancelados a principios de febrero, lo que provocó una reducción de los turistas a la isla de Saipán y, posteriormente, una crisis económica que dio inicio a una austeridad. Para el 12 de marzo, se había establecido un grupo de trabajo para administrar las medidas de austeridad implementadas.
Como medida de precaución, el 17 de marzo, el gobierno de las islas cerró escuelas y oficinas gubernamentales. La continuación de los vuelos diarios sin escalas de United Airlines desde Guam, a 120 millas de distancia, llevó a todas las personas que llegaban sospechosas de tener síntomas de COVID-19 a ser puestas en cuarentena en el Kanoa Resort. Alrededor del 16 de marzo, se cerró temporalmente todas las escuelas y oficinas gubernamentales. También se ha creado un grupo de trabajo gubernamental para monitorear la situación.